# Почесний працівник туризму України
«Почесний працівник туризму України» — нагрудний знак Міністерства культури і туризму України. 

## Нагородження
Нагороджуються працівники туристично-екскурсійних та курортних установ і організацій, які мають стаж роботи в галузі туризму не менше 5 років, досягли значних трудових результатів, здійснили вагомий особистий внесок у здійснення державної політики в галузі туризму, проводять активну діяльність щодо розвитку туризму (у тому числі створення матеріально-технічної бази, підготовки кадрів для галузі, організації та проведення екскурсій, походів, подорожей), мають інші значні досягнення в галузі туризму та були нагороджені Почесною грамотою Міністерства культури і туризму України або Почесною грамотою Міністерства культури і туризму України та Центрального комітету профспілки працівників культури України.
Повторне нагородження Нагрудним знаком не проводиться.

## Опис
Опис нагрудного знака «Почесний працівник туризму України»
Знак являє собою рельєфний круглий медальйон, обрамлений по периметру лавровою гілкою та написом «Почесний працівник туризму України». У верхній частині медальйона в геральдичному щиті вміщено Державний Герб України. У центрі — рельєфне зображення античного бога Меркурія (Гермеса) з жезлом у лівій руці та запаленим смолоскипом у правій. Тлом для постаті античного бога є восьмикутна зірка. Ці два рельєфні елементи почесного знака накладені на зображення земної кулі з умовним зображенням паралелей і меридіанів.
Для виготовлення знака використовуються латунь, мідь та сині емалі. Знак кріпиться шпилькою, закріпленою на зворотному боці колодки.
Зменшений варіант знака повторює великий з тією різницею, що зображення на ньому виконано технікою штампування.

## Розміщення
Почесну відзнаку носять з правого боку грудей і за наявності нагрудних знаків до почесних
звань України розміщуються нижче них.